# مسجد شیخ الاسلام
مسجد شیخ الاسلام یا مسجد مسعودیه قزوین این بنا در انتهای کوچه‌ای در جانب شرقی خیابان شهدای قزوین واقع گردیده و بنای آن در سال ۱۳۲۱ هجری قمری توسط میرزا مسعود شیخ الاسلام قزوینی به بنای مدرسه‌ای قدیمی مربوط به دوره قبل الحاق شده‌است. این مسجد نسبتاً بزرگ و دارای شبستان ستونداری با ستون‌های سنگی و پوشش طاق و گنبد است. مجموعه بنای مسجد و مدرسه به شماره ۱۳۳۵/۳ به ثبت تاریخی رسیده‌است.